# مشت‌های افسانه‌ای
مشت‌های افسانه‌ای (انگلیسی: Fists of Legend؛‏ کره‌ای: 전설의 주먹) فیلم درام اکشن محصول سال ۲۰۱۳ کره جنوبی به کارگردانی کانگ وو سوک است. این فیلم برپایه وب‌تونی با همین نام به نویسندگی لی جونگ گیو و تصویرگری لی یون گیون است. در این فیلم هوانگ جونگ مین، یو جون سانگ، لی یو وون، یون جه مون و جونگ وونگ این ایفای نقش کردند.

## بازیگران
- هوانگ جونگ مین در نقش ایم دوک کیو[۵]
  - پارک جونگ مین در نقش جوانی دوک کیو
- یو جون سانگ در نقش لی سانگ هون
  - گو وون در نقش جوانی سانگ هون
- یون جه مون در نقش شین جه سوک
  - پارک دو شیک در نقش جوانی جه سوک
- لی یو وون در نقش هونگ گیو مین
- جونگ وونگ این در نقش سون جین هو
  - لی جونگ هیوک در نقش جوانی جین هو
- سونگ جی رو در نقش سو کانگ گوک
- جی وو در نقش ایم سو بین
- کانگ شین ایل در نقش کارگردان جو
- کانگ سونگ جین در نقش گزارشگر
- چوی هیو اون در نقش اون سو

## تولید
تصویربرداری اصلی در ۱۵ ژوئیه ۲۰۱۲ در باشگاه شین جون سوب در نام‌وون، استان جولا شمالی، کره جنوبی آغاز شد و در ۲۸ نوامبر ۲۰۱۲ در پاجو، کره جنوبی به پایان رسید.